# Wangiri
Wangiri (bogstavelig: et opkald og læg på) er et telefon-svindelnummer opstået i Japan.
Svindlerne anvender computere, som ved anvendelse af forskellige nummerserier, er programmeret til at foretage en stor mængde af opkald til tilfældige mobiltelefoner hvor opkaldene er sat til at vare nogle få sekunder hvorefter der bliver lagt på.
Dette betyder at modtageren ikke når at svare, men bliver kraftigt overtakseret, når eller hvis der ringes tilbage.

## Reference
1. ↑  WANGIRI | What Does WANGIRI Mean?